# Lucreția Dumitrașcu Filioreanu
Lucreția Dumitrașcu Filioreanu (n. 10 martie 1929, satul Volovăț, județul Suceava) este o sculptoriță română.

## Biografie
Lucreția Dumitrașcu Filioreanu s-a născut la data de 10 martie 1929 în satul Volovăț (județul Suceava). A studiat la Academia de Arte Frumoase din Iași, la clasa profesorului Ion Irimescu, ale cărei cursuri le-a absolvit în anul 1954.
A lucrat ca profesoară de sculptură la Școala Populară de Artă din Iași.
Este membră a Uniunea Artiștilor Plastici din România. Lucrările sale se află la Muzeul de Artă din Iași, precum și în diferite colecții din România. A realizat bustul domnitorului Grigore Ghica III din Iași.